# Махонько Микола Петрович
Микола Петрович Махонько (нар. 29 жовтня 1908, Мінеральні Води — пом. ?) — радянський архітектор.

## Біографія
Народився 29 жовтня 1908 року в місті Мінеральних Водах (нині Ставропольський край, Росія). 1934 року закінчив Ленінградський інститут інженерів комунального будівництва. Член ВКП(б) з 1948 року.
Працював у Тбілісі, Сухумі, Нікополі, з 1955 року — в Сумах. Нагороджений орденом Вітчизняної війни ІІ ступеня (1 серпня 1986).

## Споруди

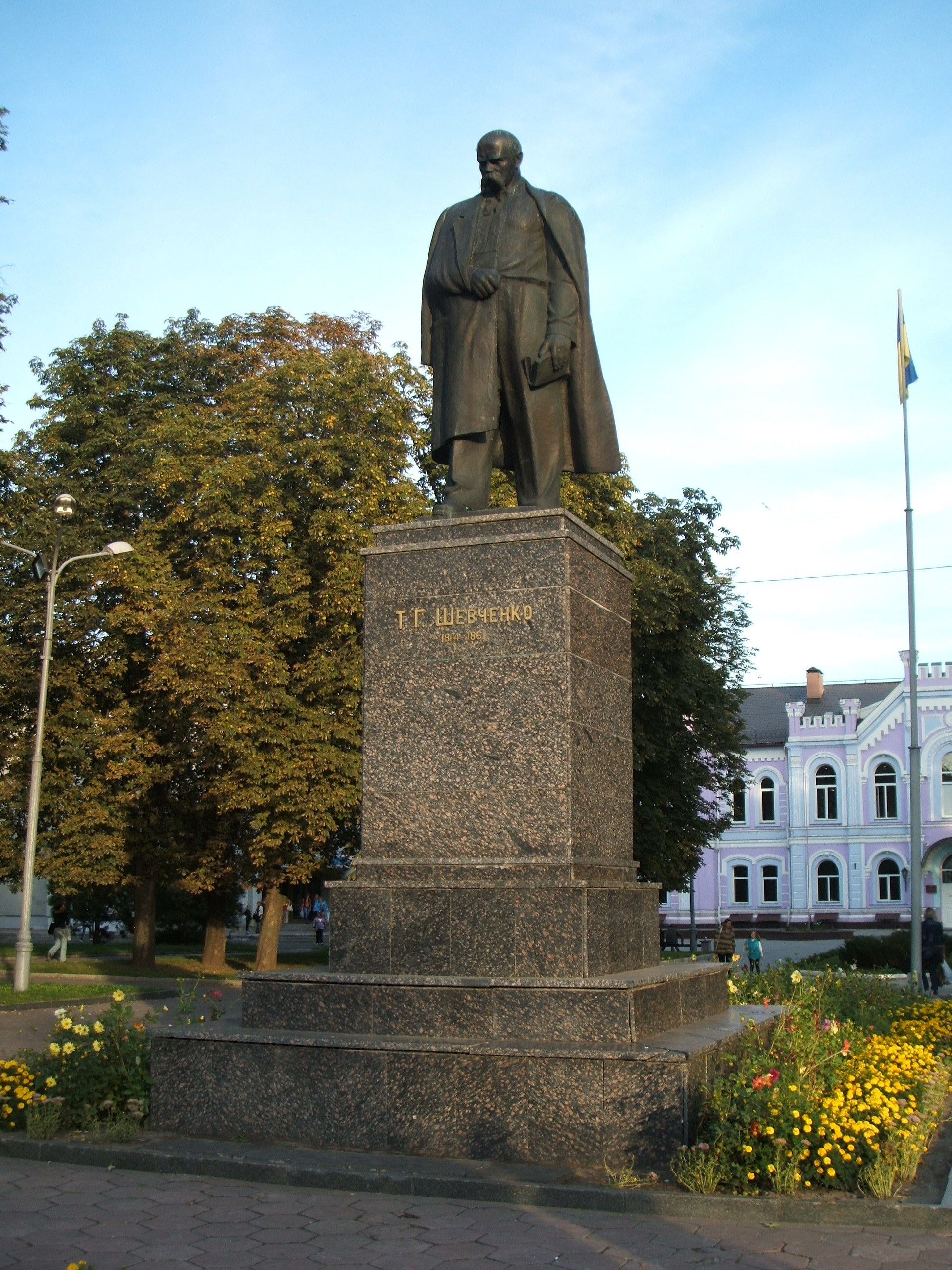
Пам'ятник Т. Шевченку.

- Будинок відпочинку «Ластівчине гніздо» в Новому Афоні (1935);
- Планування квартир, літній кінотеатр і Нікополі (1947—1948);
- Парк культури і відпочику в Сумах (1952—1957, зокрема архітектурна частина пам'ятника Тарасу Шевченку).